# Sydney College of the Arts
Le Sydney College of the Arts (SCA), situé dans le quartier de Rozelle à Sydney, est une école supérieure d´arts visuels, branche de l'université de Sydney (University of Sydney). Elle est installée au milieu du Callan Park, dans les bâtiments d'un ancien sanatorium.